# Midnight Syndicate
Midnight Syndicate ist eine US-amerikanische Musikgruppe, die seit 1997 hauptsächlich im Bereich Schwarze Musik tätig ist. Die Combo stammt aus Chardon, Ohio, einem Vorort von Cleveland. Die Band beschreibt ihre CDs selbst als „Soundtracks für die Vorstellungskraft“ oder auch „Soundtracks zu imaginären Filmen“. Die meisten Songs der dreizehn Alben werden durch eine Mischung aus instrumentaler Musik und Soundeffekten geprägt, die eine passende Atmosphäre für Halloween-Events, Horror-Attraktionen und die Rollenspiel-Industrie erzeugen sollen.

## Geschichte

### Entstehung und die frühen Jahre (1996–1998)
Komponist/Filmemacher Edward Douglas gründete 1996 das Midnight Syndicate, kurz nachdem er einen Low-Budget/Micro-Budget-Horrorfilm namens „The Dead Matter“ (1996) direkt auf Video veröffentlicht hatte, bei dem er selbst sowohl Regie führte als auch die Musik schrieb, und von dem er Jahre später ein Remake produzierte. Im folgenden Jahr wurde das selbstbetitelte Debütalbum veröffentlicht. Der Großteil der Musik auf diesem Album wurde von Edward Douglas geschrieben, arrangiert und auch eingespielt. Darüber hinaus wirkten auch Scott Angus, Mark Rakocy, Dennis Carleton, Jamie Barbour, Ray Portler, the rap act Dark Side und Christopher Robichaud an dem Werk mit. Douglas prägte dazu den Begriff „cine-fusion“, um das Album zu beschreiben. „Cine-fusion“ wird dabei in den Anmerkungen des Albums wie folgt beschrieben:
E„ine Vermischung zwischen Film-Soundtrack und Pop-Musik... eine Kompilation von Soundtracks zu Filmen, die so nicht existieren. Das Ziel dieser Musik ist es, die Vorstellungskraft der Zuhörer in einer Art und Weise zu stimulieren, das sie in der Lage sind, sich selbst in Welten oder Filme ihrer eigenen Phantasie zu transportieren.“
Musikalisch enthält das Album eine vielseitige Mischung verschiedener Stile, die sich von düsterer instrumentaler Musik (drei der Tracks erscheinen auf späteren Veröffentlichungen der Band) über Rock, Rockabilly, Techno, Hip-Hop, New Age, Humor-Pop, Jazz bis hin zu Space erstrecken. Auch cineastische Soundeffekte wurden in einigen Tracks verwendet. Im März 1998 wurde eine Multimedia-Show von Douglas und seiner Firma Entity Productions produziert, die das Album unterstützen sollte. Die Show umfasste eine Mischung aus originalen Kurzfilmen, Live-Musik, Animation und Bühnen-Performance.

### Durchbruch (1998–2000)
1998 tat sich Douglas mit dem Gothic-Fantasy-Künstler Joseph Vargo zusammen, und die beiden entschieden sich, ein thematisch ausschließlich düsteres instrumentales Midnight-Syndicate-Album zu produzieren. Vargo entwickelte dazu die Storyline und das Konzept einer musikalischen Reise durch ein Spukschloss, bei der die Musik seine Gothic-Artworks widerspiegeln sollte.
Komponist Gavon Goszka, der zuvor ein Solokünstler bei dem so genannten „Projekt Lore“ war, gesellte sich ebenfalls zu Douglas und Vargo zum neuen Midnight Syndicate Line-Up. Zusammen erschufen sie Born of the Night, ein bahnbrechendes und wegweisendes Album, das Fans von Gothic-Musik, dem Horror-Genre und von Spuk-Attraktionen ansprechen sollte. Douglas and Goszka komponierten, arrangierten und produzierten dabei die Musik des Albums, während Vargo als ausführender Produzent diente und darüber hinaus verschiedene Erzählungen verfasste. Außerdem zeichnete er auch für das Cover-Design und die Verpackung verantwortlich. Born of the Night wurde im September 1998 als Independent-Produktion über Vargos Monolith Graphics und Douglas Entity Productions veröffentlicht und erreichte damit den Markt gerade rechtzeitig für die kommende Halloween-Saison. Es wurde der erste Gothic-Horror-Soundtrack der Band, der sowohl von Kritikern hochgelobt als auch ein direkter kommerzieller Erfolg wurde und damit den Sound des Midnight Syndicate als Markenzeichen etablierte.
Im März 2000 folgte Realm of Shadows mit demselben Flair an Dark-Instrumental-Musik in Verbindung mit einem anderen Gothic-Settings. Erneut komponierten, spielten und produzierten Douglas und Goszka die gesamte Musik des Albums, während Vargo sich für die eröffnende Erzählung verantwortlich zeigte. Die Songs wurden nach Vargos Artworks betitelt. Beide Alben wurden zu offiziellen Soundtracks für die Halloween Horror Nights der Universal Studios und wurden darüber hinaus auch in verschiedenen anderen großen Themenparks zu Halloween benutzt, wie beispielsweise in Busch Gardens, Cedar Point und dem Thorpe Park Fright Nights Event. Auch die Heavy-Metal-Band King Diamond verwendete Teile von „Born of the Night“ als Eröffnungsmusik für ihre 2000er US-Tour. Danach trennten sich die Wege von Vargo und dem Midnight Syndicate, um getrennt voneinander an zukünftigen Projekten zu arbeiten.

### Aufstieg (2001–2006)
Der dritte Gothic-Horror-Soundtrack vom Midnight Syndicate, Gates of Delirium, wurde 2001 veröffentlicht. Diesmal holten sich Douglas und Goszka mit Mark Rakocy (Grafisches Design) und Christopher Robichaud (Gesang) zwei Mitglieder ins Team, die bereits an der ersten Midnight Syndicate CD mitgearbeitet hatten. Die Story von Gates of Delirium spielte in einer heimgesuchten viktorianischen Nervenanstalt namens Haverghast Asylum und war damit die erste Disc der Band, in der die fiktive Haverghast-Familie auftauchte. Diese Thematik wurde auch bei späteren Werken, wie The 13th Hour, wieder aufgegriffen. Seither bezeichnet Gavin Goszka Gates of Delirium als einen persönlichen Favoriten in der Midnight-Syndicate-Bibliothek.
Während des Halloween-Wochenendes im Jahre 2001 fanden sich sechs MP3-Singles der Band in den Top 20 von mp3.com (Nr. 1, Nr. 2, Nr. 7, Nr. 10, Nr. 12 und Nr. 19) und verzeichneten dabei weit über 100.000 Klicks innerhalb von drei Tagen. Der Titelsong von Born of the Night verweilte dabei über eine Woche lang auf Platz 1, während zwei weitere Tracks von Gates of Delirium ihre Position innerhalb der Top 40 halten konnten.
Im August 2002 veröffentlichte die Band ihr fünftes Studioalbum Vampyre. Das Album mit der Vampir-Thematik war die erste CD des Midnight Syndicates, dessen Cover vom Fantasy-Künstler Keith Parkinson gezeichnet wurde.
Zu diesem Zeitpunkt war die Popularität der Band unter Rollenspielern, die ihre Alben als Hintergrunduntermalung beim Spielen benutzten, soweit gewachsen, dass die Band regelmäßig auf Game-Conventions ausstellte. Auf einer dieser Conventions traten Designer von Wizards of the Coast an die Band heran. Das Resultat dieser Gespräche war das 2003er Album Dungeons & Dragons: Official Role-playing Soundtrack, der erste offiziell lizenzierte Soundtrack zum gleichnamigen Rollenspiel-Klassiker. Das Album (dessen Fantasy-Thematik eine Abkehr von den vorigen Veröffentlichungen darstellte) wurde im Großen und Ganzen von Musikkritikern und von der (Rollen)spiel-Gemeinschaft sehr gut aufgenommen und verhalf der Band dazu ihre Fangemeinde in Europa zu vergrößern. Einige der Tracks von diesem Album wurden später in den Computerspielen Baldur’s Gate – Dark Alliance II und den Shadowbane-Erweiterungen Rise of Chaos und Throne of Oblivion verwendet.
Im August 2005 kehrte die Band mit ihrer siebten CD The 13th Hour zu ihren Ursprüngen, den düsteren musikalischen Themen zurück. Das Album enthielt Gesangseffekte von Lily Lane, Frontfrau der Horror-Rockband Lazy Lane und Cover-Artwork von Keith Parkinson. Thematisch spielte die CD in einem alten heimgesuchten viktorianischen Herrenhaus und umfasste Songs wie Fallen Grandeur, Grisly Reminder, und Family Secrets.
Out of the Darkness (Retrospective: 1994–1999) wurde 2006 veröffentlicht und enthielt neu aufgenommene Versionen von verschiedenen Tracks der Alben Midnight Syndicate, Born of the Night, und Realm of Shadows. Darüber hinaus befanden sich auch einige von Edward Douglas' frühen Horror-Film Tracks – The Dead Matter (1995) eingeschlossen – auf dieser CD. Fantasy-Künstler Rob Alexander gestaltete das Cover für diese Disc. Der Track Into the Abyss wurde für das Outtro des Misfits-Live-Albums DEA.D ALIVE! benutzt.

### The Rage und The Dead Matter (2007–2010)
Anfang 2007 bewegte sich die Band vorübergehend davon weg, „Soundtracks zu imaginären Filmen“ zu kreieren und komponierte Musik zu echten Projekten. Sie vollendete die Filmmusik zu Robert Kurtzmans The Rage und schrieb für Universal Orlando die Musik zu den Halloween Horror Nights 17's Carnival of Carnage. The Rage: Original Motion Picture Soundtrack wurde im Februar 2008 veröffentlicht.
Im September 2007 kehrte Douglas als Regisseur, Co-Produzent und Komponist zum Film zurück und produzierte das Remake seines Horrorfilms The Dead Matter von 1995. Während dieser Zeit widmete sich Gavin Goszka einem Soloprojekt namens Parlormuse, bei dem Songs aus der viktorianischen Ära in einem Modern Folk-Rock-Stil neu aufgenommen wurden.
Im August 2008 veröffentlichte die Band dann The Dead Matter: Cemetery Gates, ein Album, das von der Musik des neuen Dead-Matter-Films inspiriert wurde. Darüber hinaus entstanden für die Songs Dark Legacy und Lost die ersten beiden Musikvideos des Midnight Syndicate. Am Ende des Videos zu Dark Legacy sind Edward Douglas und Gavin Goszka zu sehen, wie sie auf der Bühne des Historic Phantasy Theatre in Cleveland, Ohio spielen – dieses Event markierte das erste Mal in der Geschichte der Band, bei dem sie zusammen live spielten.
Am 30. Juli 2010 wurde der The-Dead-Matter-Film auf DVD veröffentlicht. Gleichzeitig publizierte das Midnight Syndicate mit Halloween Music Collection eine „Greatest Hits“-Kompilation und eine EP mit dem Titel The Dark Masquerade auf der Gothic-Künstlerin Destini Beard opernartige Gesänge und Lyriken zu verschiedenen Midnight-Syndicate-Aufnahmen beisteuerte. Auch der The Dead Matter: Original Motion Picture Soundtrack wurde ebenfalls am 30. Juli veröffentlicht. Die CD enthielt sowohl die Filmmusik von Edward Douglas, wie auch andere Musik, die im Film zu hören waren. Außerdem steuerten andere Künstler Remixe von diversen Midnight-Syndicate-Songs dem Soundtrack bei.

### Jüngste Projekte (2011 bis heute)
Mit Carnival Arcane veröffentlichte die Band im August 2011 ihr mittlerweile vierzehntes Studioalbum. Thematisch dreht sich dieses Album um einen fiktionalen Wanderzirkus der Jahrhundertwende (gemeint ist das Ende des 19. Jahrhunderts) namens Lancaster Rigby Carnival. Die CD wurde dabei von Nachforschungen über die Jahrmärkte jener Zeit und Ray Bradbury's Something Wicked This Way Comes inspiriert. 2012 gewann das Album in der Kategorie „Best CD“ bei den 2012er Rondo Hatton Classic Horror Awards.
Im August 2012 veröffentlichte Destini Beard den Nachfolger zu ihrer 2010 EP The Dark Masquerade. Die CD enthielt erneut originale Gesänge und Lyriken von Destini Beard, die mit früher aufgenommenen Midnight-Syndicate-Tracks kombiniert worden waren. Außerdem fanden sich ein Remix von Pat Berdysz, Mitglied der Electro-Industrial-Band Encoder und ein von Destini selbst komponierter und gesungener Song mit dem Titel My Last Goodbye auf dem Album. Die CD spielt in einem verfluchten viktorianischen Hotel und zeigt Cover-Artwork von Destinis Vater, dem Fantasy-Künstler Ed Beard, Jr. Im Februar 2013 wurde Into the Abyss vom Album Out of the Darkness als Outro für das Misfits-Live-Album DEA.D ALIVE! benutzt.
2013 steuerte die Band die Filmmusik zum „Horror creature feature“-Film, Axe Giant: The Revenge of Paul Bunyan, bei. Der Film ist eine zeitgenössische Interpretation der Legende von Paul Bunyan und feierte im Juni 2013 auf dem Syfy Channel Premiere. Im Juli desselben Jahres veröffentlichte die Band ein neues Studioalbum mit dem Titel Monsters of Legend. Das Cover des Albums zeigte Bilder von Frankensteins Braut und Der Werwolf von London und war gleichsam von den klassischen Universal Monsters, Hammer Films, Amicus Productions, und Euro Horror Filmen der 1960er und 70er Jahre inspiriert, wie auch von Komponisten wie James Bernard, Bernard Herrmann, und Max Steiner. Das Album gewann in der Kategorie „Best CD“ beim 2014er Rondo Hatton Classic Horror Awards.
Im 2014 kündigte die Band eine Serie von Live-Multimedia-Konzerten mit dem Titel Midnight Syndicate Live! Legacy of Shadows zu den HalloWeekends des Vergnügungsparks Cedar Point an. Sie kündigte dabei ebenso an, dass sie sich für diese Shows mit dem Spezialeffektkünstler Robert Kurtzman, der schon an The Dead Matter mitgewirkt hatte, sowie mit Regisseur Gary Jones und den Face-Off-Kandidaten Beki Ingram und David Greathouse zusammenschließen werde.

## Musikalisches Handwerk

### Einflüsse
Douglas zitierte die Filmkomponisten Danny Elfman, James Horner, John Carpenter, Hans Zimmer, die Heavy-Metal-Bands King Diamond und Black Sabbath, Hörspiele und Horrorfilm-Soundtracks als die hauptsächlichen musikalischen Einflüsse des Midnight Syndicates. Darüber hinaus benannte er auch die Hammer Film Productions, die Artworks von Joseph Vargo, Alchemy Gothic und Keith Parkinson, die Bücher von Stephen King, die Comics Tales From the Crypt sowie (Fantasy-)Rollenspiele als Quellen der Inspiration. Er erwähnte auch, dass Joseph Vargos Beiträge für die CD Born of the Night essentiell waren. 2010 nannte Goszka in einem Interview ähnliche musikalische Einflüsse (Elfman, Carpenter, King Diamond und Sabbath) sowie auch die Band Dead Can Dance.

## Vermächtnis

### Einfluss auf die Halloween-Musik und Gruselattraktionen-Industrie
Die Musik der Gruppe wird häufig für die Erzeugung der Atmosphäre bei Veranstaltungen mit Halloween-Thematik, aber auch in Geschäften und bei entsprechenden Partys (einschließlich derer bei Hugh Hefner), wie auch für das heimische „Süßes oder Saures“, genutzt. Heather Adler schreibt es der Band zugute, dass sie maßgeblich daran beteiligt war, das Genre der Halloween-Musik (Musik für die Halloween-Saison) zu legitimieren und dabei nicht nur Standards gesetzt, sondern auch andere Musiker dazu inspiriert zu haben, ähnliche Projekte zu erschaffen. Am 11. September 2009 veröffentlichte AOL Radio eine Top-10-Liste der besten Halloween-Musik-CDs, die anhand der AOL/CBS Radiohörer erhoben wurde. Drei der zehn CDs waren Alben des Midnight Syndicates (Platz 8 Born of the Night, Platz 4 Realm of Shadows, und Platz 3 Vampyre), die sich direkt hinter Danny Elfmans The Nightmare Before Christmas und John Carpenters Halloween Soundtracks platzieren konnten.
Das Midnight Syndicate war das erste Unternehmen, das qualitativ hochwertige Soundtracks für diese spezielle Industrie produzierte. Im Jahr 2005 schätzte Leonard Pickel, seines Zeichens Redakteur des Haunted Attraction Magazines, dass „75-90 % der Attraktionen der Branche zumindest eine Midnight-Syndicate-CD besitzen.“ Die Musik wird darüber hinaus auch von diversen Vergnügungsparks wie Universal Orlando, Busch Gardens, Kings Island, Six Flags und Cedar Point genutzt, die verschiedene Halloween-Events veranstalten (Halloween Horror Nights, Howl-O-Scream, und Fright Fest).

### Einfluss auf die Rollenspiel-Industrie
Das Midnight Syndicate hat eine signifikante Anhängerschaft in der (Fantasy-)Rollenspiel-Gemeinschaft. Ihre Dungeons & Dragons CD brach quasi alle vorangegangenen Verkaufsrekorde für Gaming-Soundtracks innerhalb des ersten Monats nach ihrer Veröffentlichung. Die CD The 13th Hour gewann nicht nur den Origins Award für das „Best Gaming Accessory“ verliehen von der „Academy of Adventure Game Art & Design“, sondern war damit auch der erste Rollenspiel-Soundtrack und Musik-CD, die jemals diesen Award gewonnen hat. 2007 ging das Midnight Syndicate eine Partnerschaft mit Goodman Games ein, um Cages of Delirium zu produzieren, ein Abenteuer der Dungeon Crawl-Classics-Reihe, das auf Gates of Delirium basierte und im Paket mit der CD verkauft wurde.

## Vertrieb
Als Plattenfirmen und Vertriebe die ersten beiden CDs der Band ablehnten, fing Douglas an, sich sein eigenes Distributionsnetzwerk aufzubauen und verkaufte die CDs zusammen mit Goszka direkt aus seinem Van heraus und klapperte hunderte Geschäfte und Warenhäuser persönlich ab, um seine CDs an den Mann zu bringen. Heutzutage werden die CDs des Midnight Syndicates durch Entity Productions und deren Partner an tausende Händler auf der ganzen Welt selbst vertrieben, was die Firma zu einer der größten Distributoren von Halloween-Musik macht. Zusätzlich zu Dee Sniders Halloween-Musik-Darbietung namens Van Helsing's Curse, vertrieb Entity Productions auch das Remake des „The Dead Matter“-Films von 2010.

## Diskografie

### Studio-Alben
- 1997: Midnight Syndicate
- 1998: Born of the Night
- 2000: Realm of Shadows
- 2001: Gates of Delirium
- 2002: Vampyre
- 2003: Dungeons & Dragons
- 2005: The 13th Hour
- 2008: The Dead Matter: Cemetery Gates
- 2011: Carnival Arcane
- 2013: Monsters of Legend

### Soundtrack-Alben
- 2008: The Rage: Original Motion Picture Soundtrack
- 2010: The Dead Matter: Original Motion Picture Soundtrack
- 2013: Axe Giant: Original Motion Picture Soundtrack

### Kompilationen
- 2006: Out of the Darkness (Retrospective: 1994–1999)
- 2010: Halloween Music Collection

### Gemeinschaftswerke
- 2010: The Dark Masquerade mit Destini Beard
- 2012: A Time Forgotten mit Destini Beard

## Film
- 2010: The Dead Matter

## In der heutigen, populären Kultur
Die Nachweise und Namensnennungen (Credits) des Midnight Syndicate umfassen die Soundtracks zu den Filmen The Rage, The Dead Matter und Axe Giant. Zusätzlich dazu wurde ihre Musik in TV-Sendungen wie Barbara Walters' 10 Most Fascinating People of 2002, The Ellen DeGeneres Show, The Today Show, Monday Night Football, NBA on TNT, Syfy's The Possessed und in Halloween-Programmen des Travel Channel, listing for Midnight Syndicate sowie zuletzt in der Realityshow Making Monsters gespielt. Die Musik wurde auch in verschiedenen Independent-Horrorfilmen wie Dead & Rotting, Revamped, Witchouse 3: Demon Fire und Song of the Vampire (AKA Vampire Resurrection) genutzt. Außerdem wurde die Musik im mittlerweile eingestellten Audiodrama The Byron Chronicles verwendet.